# Estadio Jalak Harupat
El Estadio Si Jalak Harupat es un estadio multiusos ubicado en el subdistrito de Kutawaringin de Bandung en la provincia de Java Occidental utilizado principalmente para partidos de Fútbol y actualmente es utilizado por el Persikab Kabupaten Bandung desde 2005 y el Persib Bandung desde 2009. Su capacidad es de 30 000 espectadores.

## Eventos Internacionales

### Amistosos
| Fecha              | Local     | Resultado | Visita    | Asistencia |
| ------------------ | --------- | --------- | --------- | ---------- |
| 1 de junio de 2022 | Indonesia | 0–0       | Bangladés | 8615       |

### Copa AFF 2008
| 9 de diciembre de 2008 | Birmania                                             | 3–2 | Camboya                    | Estadio Jalak Harupat, Bandung |                            |
|                        | Moe Win 29' · Ya Zar Win Thein 35' · Myo Min Tun 85' |     | Sokumpheak 40' · Borey 77' | Árbitro(s): Allan Martinez     | Árbitro(s): Allan Martinez |

### Juegos Asiáticos 2018
| 14 de agosto de 2018 | China                                                                                       | 6–0     | Timor Oriental | Estadio Jalak Harupat, Bandung |                                |
|                      | - Zhang Yuning 4' - Zhang Yuan 20' - Gao Zhunyi 27' 47' - Wei Shihao 33' - Yao Junsheng 36' | Reporte |                | Árbitro(s): Çarymyrat Kurbanow | Árbitro(s): Çarymyrat Kurbanow |

| 14 de agosto de 2018 | Emiratos Árabes Unidos | 0–1     | Siria       | Estadio Jalak Harupat, Bandung |                         |
|                      |                        | Reporte | Barakat 53' | Árbitro(s): Aziz Asimov        | Árbitro(s): Aziz Asimov |

| 16 de agosto de 2018 | Timor Oriental | 1–4     | Emiratos Árabes Unidos                         | Estadio Jalak Harupat, Bandung |                              |
|                      | Gama 87'       | Reporte | - Suroor 2' - Sultan 10' - Z. Al-Ameri 19' 61' | Árbitro(s): Nasrullo Kabirov   | Árbitro(s): Nasrullo Kabirov |

| 16 de agosto de 2018 | Siria | 0–3     | China                                                   | Estadio Jalak Harupat, Bandung |                         |
|                      |       | Reporte | - Wei Shihao 40' - Zhang Yuning 45+2' - Chen Binbin 66' | Árbitro(s): Shaun Evans        | Árbitro(s): Shaun Evans |

| 15 de agosto de 2018 | Kirguistán     | 1–3     | Malasia                                       | Estadio Jalak Harupat, Bandung |                          |
|                      | Batyrkanov 55' | Reporte | - Safawi 38' (pen.) - Akhyar 60' - Syafiq 78' | Árbitro(s): Lau Fong Hei       | Árbitro(s): Lau Fong Hei |

| 15 de agosto de 2018 | Corea del Sur                                                                      | 6–0     | Baréin | Estadio Jalak Harupat, Bandung |                          |
|                      | - Hwang Ui-jo 17' 36' 43' - Kim Jin-ya 23' - Na Sang-ho 41' - Hwang Hee-chan 90+3' | Reporte |        | Árbitro(s): Takuto Okabe       | Árbitro(s): Takuto Okabe |

| 17 de agosto de 2018 | Baréin                      | 2–2     | Kirguistán                           | Estadio Jalak Harupat, Bandung  |                                 |
|                      | - Marhoon 20' - Sanad 90+4' | Reporte | - Abdurakhmanov 59' - Batyrkanov 82' | Árbitro(s): Nivon Robesh Gamini | Árbitro(s): Nivon Robesh Gamini |

| 17 de agosto de 2018 | Malasia         | 2–1     | Corea del Sur   | Estadio Jalak Harupat, Bandung |                               |
|                      | Safawi 5' 45+1' | Reporte | Hwang Ui-jo 87' | Árbitro(s): Mohammed Al-Hoish  | Árbitro(s): Mohammed Al-Hoish |

| 20 de agosto de 2018 | Corea del Sur     | 1–0     | Kirguistán | Estadio Jalak Harupat, Bandung |                              |
|                      | Son Heung-min 63' | Reporte |            | Árbitro(s): Masoud Tufaylieh   | Árbitro(s): Masoud Tufaylieh |

## Galería

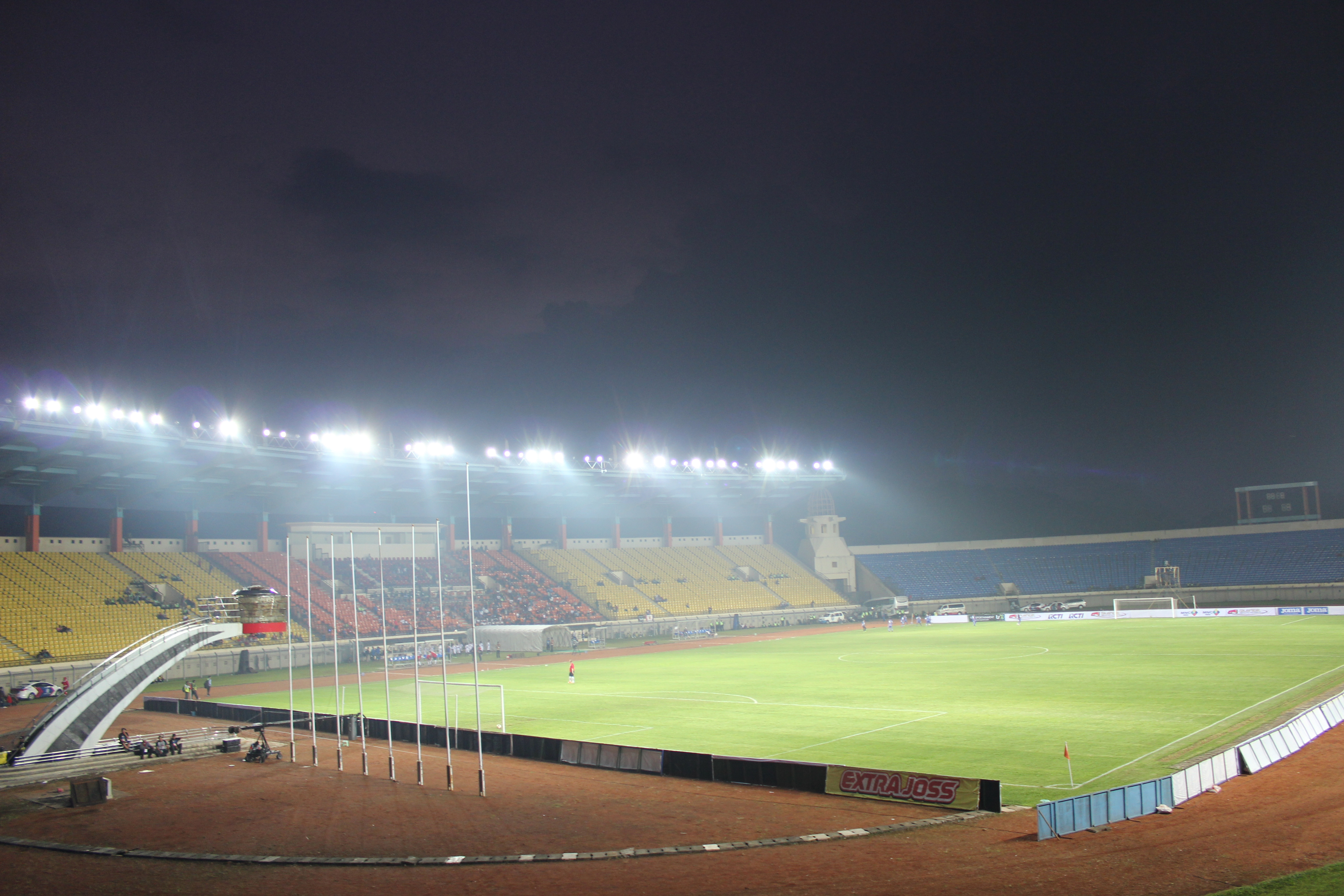
El Estadio Jalak Harupat  en 2014.
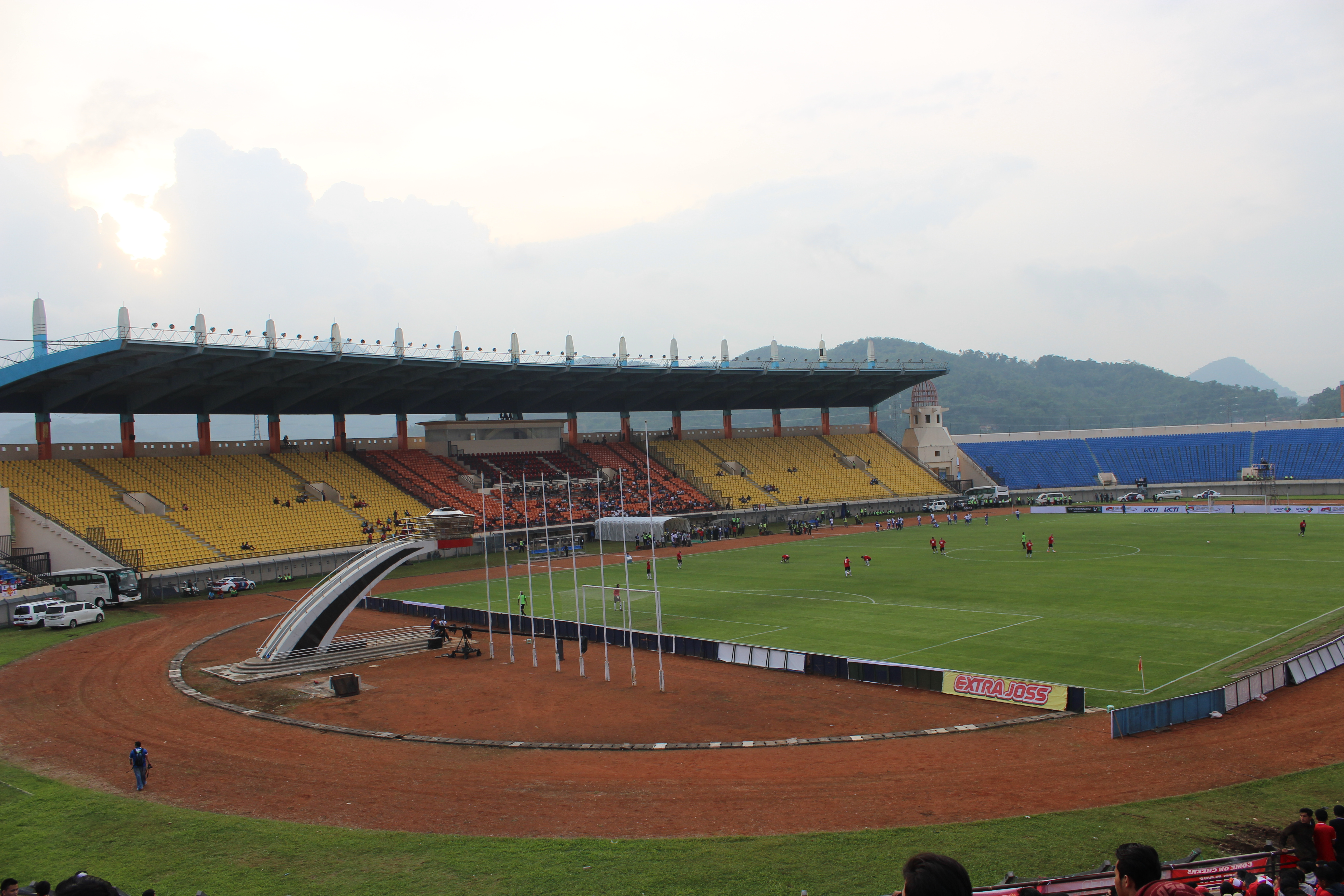
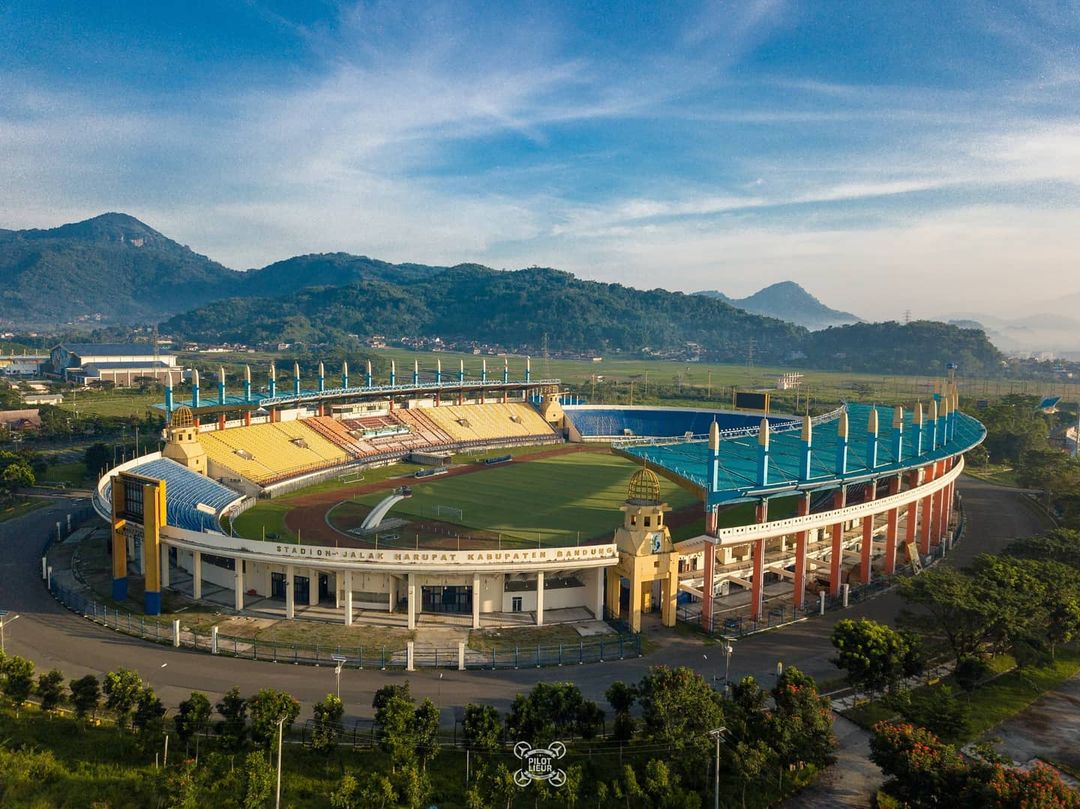